# U-404
U-404 — средняя немецкая подводная лодка типа VIIC времён Второй мировой войны.

## История
Заказ на постройку субмарины был отдан 23 сентября 1939 года. Лодка была заложена 4 июня 1940 года на верфи Данцигер Верфт в Данциге под строительным номером 105, спущена на воду 4 июня 1941 года, вошла в строй 6 августа 1941 года под командованием капитан-лейтенанта Отто фон Бюлова.

## История службы
Лодка совершила 7 боевых походов. Потопила 14 судов суммарным водоизмещением 71 450 брт один военный корабль водоизмещением 1120 тонн, повредила 2 судна суммарным водоизмещением 16 689 брт.
Потоплена 28 июля 1943 года в Бискайском заливе к северо-западу от мыса Ортегаль, Испания, в районе с координатами 45°53′ с. ш. 09°25′ з. д. глубинными бомбами с двух американских и одного британского самолётов типа «Либерейтор». 51 погибший (весь экипаж). 28 июля 1943 года в 11:07 лодка была замечена на радаре американским «Либерейтором», но он не смог атаковать из-за отказавшего бомбосбрасывателя. Самолёт остался в том же районе, и когда лодка всплыла, повторно атаковал её в 15:17. Несмотря на то, что в кокпите «Либерейтора» сдетонировал 20-миллиметровый зенитный снаряд с подлодки, пилот сумел сбросить восемь глубинных бомб в воронку над погружающейся лодкой. Полученные повреждения радиостанции и одного из двигателей заставили этот самолёт вернуться на аэродром. Лодка выжила. Другой американский «Либерейтор» дважды атаковал всплывщую в 17:45 U-404, и также отправился на базу, получив попадания в один из двигателей, а также в хвост и в фюзеляж. Последним U-404 атаковал британский «Либерейтор», потопивший лодку. Ему тоже досталось от немецкой зенитки, с повреждённым двигателем он смог долететь до базы, хотя для этого пришлось максимально облегчить самолёт, выбросив даже пушки и прочее снаряжение.

### Командиры
- 6 августа 1941 года — 19 июля 1943 года корветтен-капитан Отто фон Бюлов (кавалер Рыцарского Железного креста с дубовыми листьями)
- 20 июля 1943 года — 28 июля 1943 года оберлейтенант цур зее Адольф Шёнберг

### Флотилии
- 6 августа 1941 года — 1 января 1942 года — 6-я флотилия (учебная)
- 1 января 1942 года — 28 июля 1943 года — 6-я флотилия

### Волчьи стаи
U-404 входила в состав следующих «волчьих стай»:
- Pfadfinder 23 мая — 27 мая 1942 года
- Stier 2 сентября — 14 сентября 1942
- Letzte Ritter 30 сентября — 2 октября 1942
- Falke 31 декабря 1942 — 22 января 1943 года
- Landknecht 22 — 28 января 1943
- Adler 7 — 12 апреля 1943
- Meise 20 — 27 апреля 1943

### Атаки на лодку
- 26 января 1942 года в Северной Атлантике U-404 была атакована и получила повреждение перископа.